# Frederico Luís Ladeira Campos
Frederico Luís Ladeira Campos, conhecido simplesmente como Fred (Cajuri, 27 de abril de 1984), é um ex-futebolista brasileiro que atuava como goleiro. Atualmente está aposentado.

## Carreira
Fred, começou sua carreira na base do Cruzeiro. Se profissionalizou pelo Ipatinga. Em 2005, ele foi emprestado para outra equipe menor o Valeriodoce. Ele foi o substituto de Rodrigo Posso, pelo Campeonato Brasileiro Série B de 2007. No entanto, ele obteve o papel a partir do meio da temporada, fez 21 jogos. A equipe promovido como o vice-campeão. Fred permaneceu em 2008 para o Campeonato Brasileiro Série A, fez 19 jogos. Fred dividiu o gol com Marcelo Cruz em 2009 no Campeonato Brasileiro Série B, que Fred jogou 14 vezes. 
Em janeiro de 2010 ele assinadou com o Americano. Na temporada de 2011 ele assinou com o Guarani de Minas Gerais até o final do campeonato estadual, e, em seguida, assinou pelo Villa Nova para o Campeonato Brasileiro Série D de 2011. 
Em 2012 ele foi contratado pelo Santa Cruz, onde foi campeão Pernambucano de 2013, e campeão da Série C de 2013.
No jogo contra o Avaí, na 37° rodada da Série B, foi considerado o melhor em campo, o jogador entrou após o ídolo do clube Tiago Cardoso, sofrer uma lesão no joelho, e Fred salvou o Santa Cruz, sendo uma de sua melhores atuações com a camisa coral. No dia 26 de dezembro de 2014 renovou com o Santa Cruz por mais um ano.
Em 2015, virou o goleiro titular do time a partir da terceira rodada do estadual, e se manteve até a conquista do título. Participou do elenco que levou o tricolor de volta a elite do futebol brasileiro. No dia 12 de janeiro de 2016 renovou contrato com o tricolor e foi para sua 4° temporada no clube. Com o final do contrato,o Santa Cruz não ofereceu renovação, e Fred saiu após 4 anos de clube.
No dia 12 de dezembro de 2016 assinou contrato com o América de Natal.
No final de 2018 anunciou sua aposentadoria dos gramados.

## Títulos
Santa Cruz
- Campeonato Pernambucano: 2013, 2015 e 2016
- Campeonato Brasileiro - Série C: 2013
- Copa do Nordeste: 2016